# Acacia praemorsa
Acacia praemorsa är en ärtväxtart som beskrevs av P.J.Lang och Bruce R. Maslin. Acacia praemorsa ingår i släktet akacior, och familjen ärtväxter. Inga underarter finns listade i Catalogue of Life.